# Station Grębocice
Station Grębocice is een spoorwegstation in de Poolse plaats Grębocice.